# Esthemopsis
Genre
Esthemopsis est un genre d'insectes lépidoptères de la famille des Riodinidae et de la sous-famille des Riodininae. Ils résident en Amérique du Sud.

## Dénomination
Le genre a été nommé par Cajetan Freiherr von Felder et Rudolf Felder  en 1865.

## Liste des espèces
- Esthemopsis aeolia Bates, 1868 ; au Brésil
- Esthemopsis alicia (Bates, 1865) ; présent au Mexique, au Guatemala et dans le Nord du Brésil.
- Esthemopsis colaxes Hewitson, 1870 ; présent au Costa Rica, en Équateur, en Colombie et au Guyana.
- Esthemopsis crystallina Brévignon & Gallard, 1992 ; présent au Guyane
- Esthemopsis clonia C. & R. Felder, [1865] ; présent au Mexique et en Colombie.
- Esthemopsis jesse (Butler, 1870) ; présent au Venezuela, en Bolivie et au Brésil
- Esthemopsis macara (Grose-Smith, 1902) ; présent en Colombie.
- Esthemopsis pherephatte (Godart, [1824]) ; présent au Costa Rica, au Panama et au Brésil.
- Esthemopsis sericina (Bates, 1867) ; au Brésil

### Source
- funet